# On aura le ciel
"On aura le ciel" ("Nós teremos o céu") foi a canção que representou a França no Festival Eurovisão da Canção 2000 que teve lugar em Estocolmo.
A canção foi interpretada em francês por Sofia Mestari. Foi a quinta canção a ser interpretada na noite do festival, a seguir à canção da Estónia "Once in a Lifetime", cantada por Ines e antes da canção da Roménia "The Moon", interpretada pela banda Taxi. Terminou a competição em 23.º lugar (entre 24 participantes), tendo recebido um total de 5 pontos. No ano seguinte, em 2001, a França foi representada por Natasha St-Pier, que interpretou a canção "Je n'ai que mon âme".

## Autores
- Letrista: Pierre Legay, Benoît Heinrich
- Compositor: Pierre Legay, Benoît Heinrich

## Letra
A canção é uma balada de amor, com Mestari dizendo ao seu amante que quando eles vão a algum lugar juntos eles têm tudo que precisam, pela simples razão de que eles estarão um com o outro.

## Charts
| Ano (2000)           | Posição máxima |
| -------------------- | -------------- |
| French Singles Chart | 50             |